# Trupanea distincta
Trupanea distincta är en tvåvingeart som först beskrevs av Tokuichi Shiraki 1933.  Trupanea distincta ingår i släktet Trupanea och familjen borrflugor.
Artens utbredningsområde är Taiwan. Inga underarter finns listade i Catalogue of Life.